# Ludmila Procházková
Ludmila Procházková, rozená Kučerová (25. prosince 1903 Heršpice – 29. září 1984 Slavkov u Brna) byla realistická naivní malířka, její technografický přístup k malbě se projevoval použitím starých technik i výběrem námětů. S manželem žila na různých místech Moravy, 39 let tvůrčího období prožila ve Slavkově, kde počátkem 50. let byla správkyní muzea, jinak pracovala v domácnosti.

## Život a dílo
Narodila se v Heršpicích u Slavkova 25. prosince 1903. Její matka Ludmila rozená Pilátová byla „lidová malérečka“ z Klobouk u Brna, otec Jakub Kučera pracoval jako zedník. Její sklon k malování se projevoval od útlého dětství, školu začala navštěvovat ještě před šestým rokem a svým výtvarným nadáním převyšovala ostatní děti. Otec však padl v první světové válce a pro starosti o obživu jí pak na malování nezbýval čas.
V roce 1924, ve svých 21 letech, pojala za manžela Josefa Procházku (1899–1976), jenž se vyučil krejčím, kvůli těžkému úrazu a zranění ruky však krátce po sňatku musel řemesla zanechat a pracoval jako poštovní zřízenec. V roce 1928 se přestěhovali do Slavkova, v roce 1932 do Biskupic u Jevíčka, odkud při zabrání pohraničí nacistickým Německem v roce 1938 odešli nakrátko do Cetkovic, pak do Brna, chvíli pobývali opět ve Slavkově a poté až do roku 1948 v Dambořicích. Pak se už natrvalo vrátili do Slavkova. S manželem měli tři děti, oba synové však zemřeli již v dětském věku, dcera Jiřina se odstěhovala s rodinou do Pardubic.
Většinu aktivního života byla Procházková v domácnosti, několik let po vzoru svého manžela pracovala jako poštovní úřednice. S malováním opět začala v roce 1941. Údajně při mnoha stěhováních utrpěl povrch nábytku, a tak jej zkrášlovala malbou. Pokračovala malováním kolébek, truhel a dalších zachovalých kusů nábytku. Kromě dřeva a plátna malovala i na sklo a keramiku. Během svého dambořického pobytu pracovala na žádost Jakuba Vrbase také pro muzeum ve Ždánicích.
Manžel Josef byl také sběratelem filatelie, filumenie, keramiky a skautských odznaků. Když koncem 40. let vznikalo v zámeckých prostorách ve Slavkově muzeum, byl 30. května 1949 zvolen předsedou muzejní společnosti a později po skutečném zřízení muzea se stal jeho správcem. V roce 1952 byla do muzea přijata také Ludmila Procházková, a to zprvu na výpomoc při ošetřování předmětů a vedení inventáře (podle některých zdrojů pro muzeum pracovala již od roku 1951).  K 1. únoru 1953 vystřídala svého manžela ve funkci správce slavkovského muzea – v té době označovaného jako Okresní vlastivědné muzeum a archiv –, ačkoli fakticky jej vedla už v předchozím roce. Pro muzeum také namalovala několik obrazů. Kvůli srdečnímu onemocnění se však v roce 1955 musela zaměstnání vzdát a od 1. srpna byla funkcí ředitelky muzea pověřena promovaná historička Dagmar Šaurová.
Procházková se pak od roku 1956 zúčastňovala různých výstav lidových uměleckých řemesel. Na přelomu 50. a 60. let došlo v Československu k obnovení zájmu o naivní umění a spolu s tím dostala prostor i její tvorba. Od roku 1963 se zúčastnila celkem 15 výstav, z nich osmi v zahraničí, mimo jiné v Bruselu, Curychu, Mnichově či Ženevě, její dílo se objevilo i na světové výstavě v Montrealu (1967).
Později než ona, po svém odchodu do důchodu, se začal naivnímu malířství věnovat i manžel Josef, a to se zaměřením na historické náměty a podobu Slavkova z počátku 20. století. Zemřel 16. října 1976. V roce 1982 se ve Slavkově konala společná výstava jejich díla. V posledních letech svého života Procházková zapisovala své vzpomínky, příhody a události ze života, k jejichž zveřejnění však již nedošlo. Neuskutečnil se ani její záměr věnovat slavkovskému muzeu sadu obrazů k vytvoření plánované stálé galerie. Zemřela ve Slavkově 29. září 1984.